# Formações ferríferas bandadas

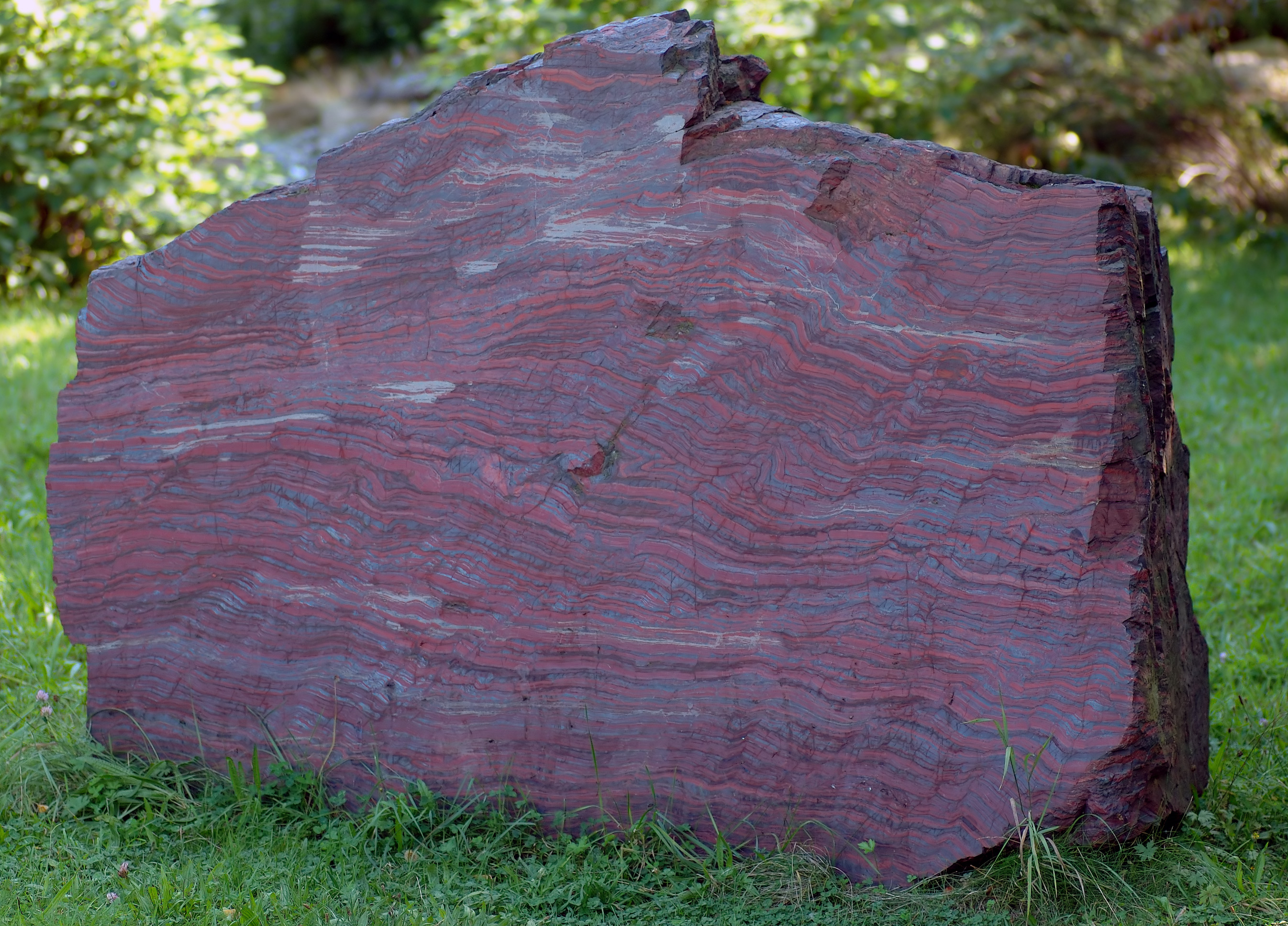
Rocha de 2.1 bilhões de anos, Formação ferrífera bandada

Formações ferríferas bandadas (também conhecidas como itabirito, jaspilito, taconito, ironstone bandado ou BIFs) são rochas sedimentares químicas de idade pré-cambriana compostas por bandas alternadas de óxido de ferro (hematita, Fe2O3, ou magnetita, Fe3O4) e bandas chert e/ou jasper. O bandamento típico é caracterizado pela repetição de bandas ricas em óxido de ferro com cor cinza à preta, alternando com bandas pobres em óxido de ferro, geralmente de cor vermelha ou branca, e de espessuras milimétricas ou centimétricas.
As formações ferríferas bandadas tiveram sua formação quase toda restrita ao período Pré-Cambriano (>542 Ma), sendo os maiores depósitos formados durante o Arqueano e o Paleoproterozóico (formações ferríferas do tipo Algoma e Lago Superior) e os menores depositos durante o Neoproterozóico (formações ferrífera do tipo Rapitan e Urucum).
Algumas das formações rochosas mais antigas, se formaram ao longo de mais de 3.700 milhões de anos, e incluem camadas de ferro bandado. Camadas bandadas ricas em ferro, em sua grande maioria, foram depositadas há entre 2400 e 1900 milhões de anos. Ironstones fanerozóicos geralmente têm gênese diferente.
As formações ferrífera bandadas são uma importante fonte exploratória de minério de ferro, como nas região de Pilbara do Oeste da Austrália e o Grupo Animikie em Minnesota. Os maiores depósitos de minério de ferro se encontram no Brasil e na Austrália, e correspondem ao depósitos de Carajás e Hamersley, respectivamente.

## Relação com a oxigenação da atmosfera

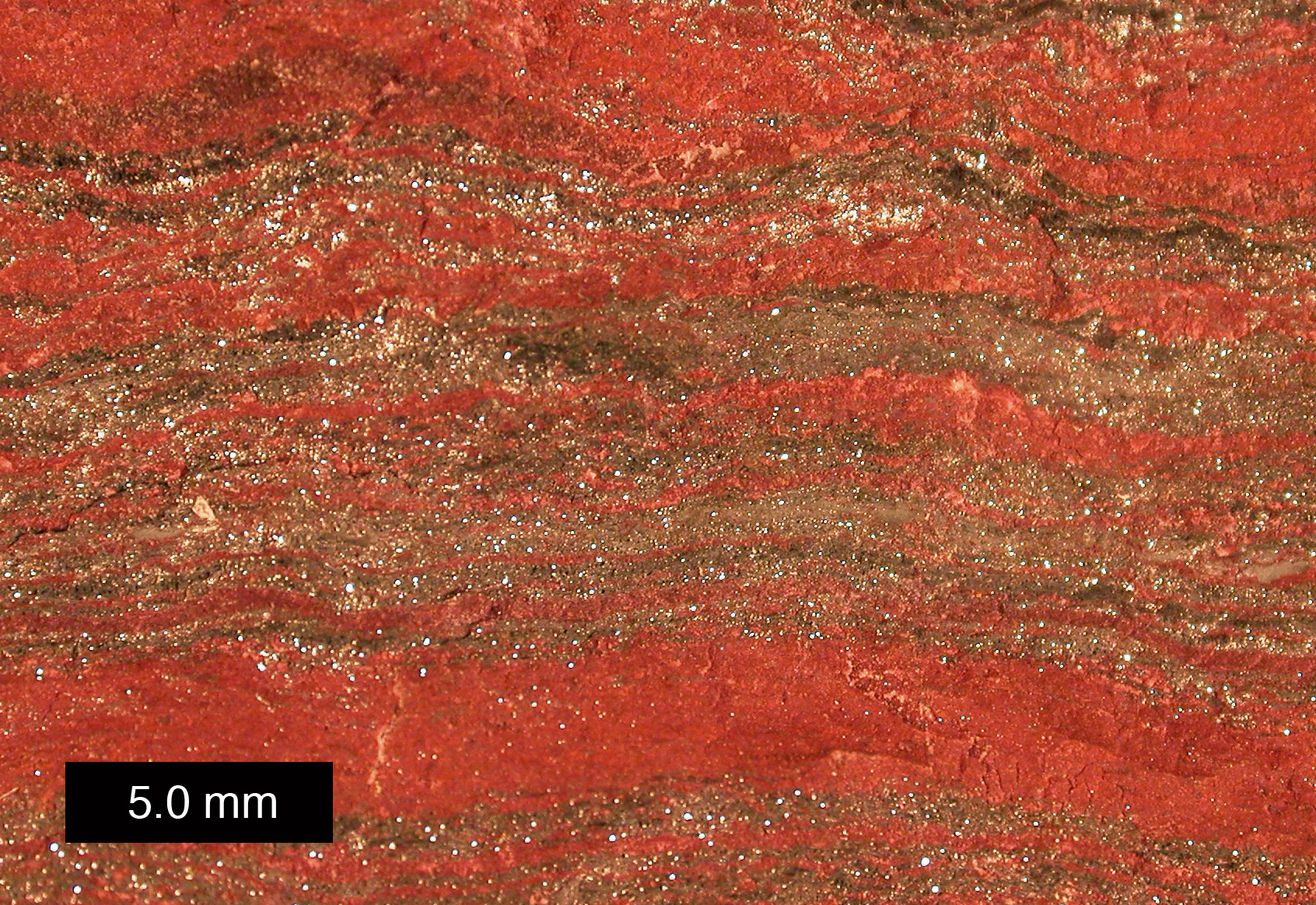
Detalhe de formação ferrífera bandada do Michigan Superior. Barra de escala de 5,0 mm

As formações são abundantes entorno do tempo da grande evento de oxigenação,há  2.400 milhões de anos (Ma), e tornaram-se menos comuns depois de 1.800 Ma. as Condições de uma reaparição de um mar com ferro dissolvido em 1.900 Ma, e, mais tarde, em associação com a teoria da Terra Bola de Neve, os BIFs reapareceram em 750 Ma,  oque ainda é problemático para explicar (ver abaixo).

## Origem

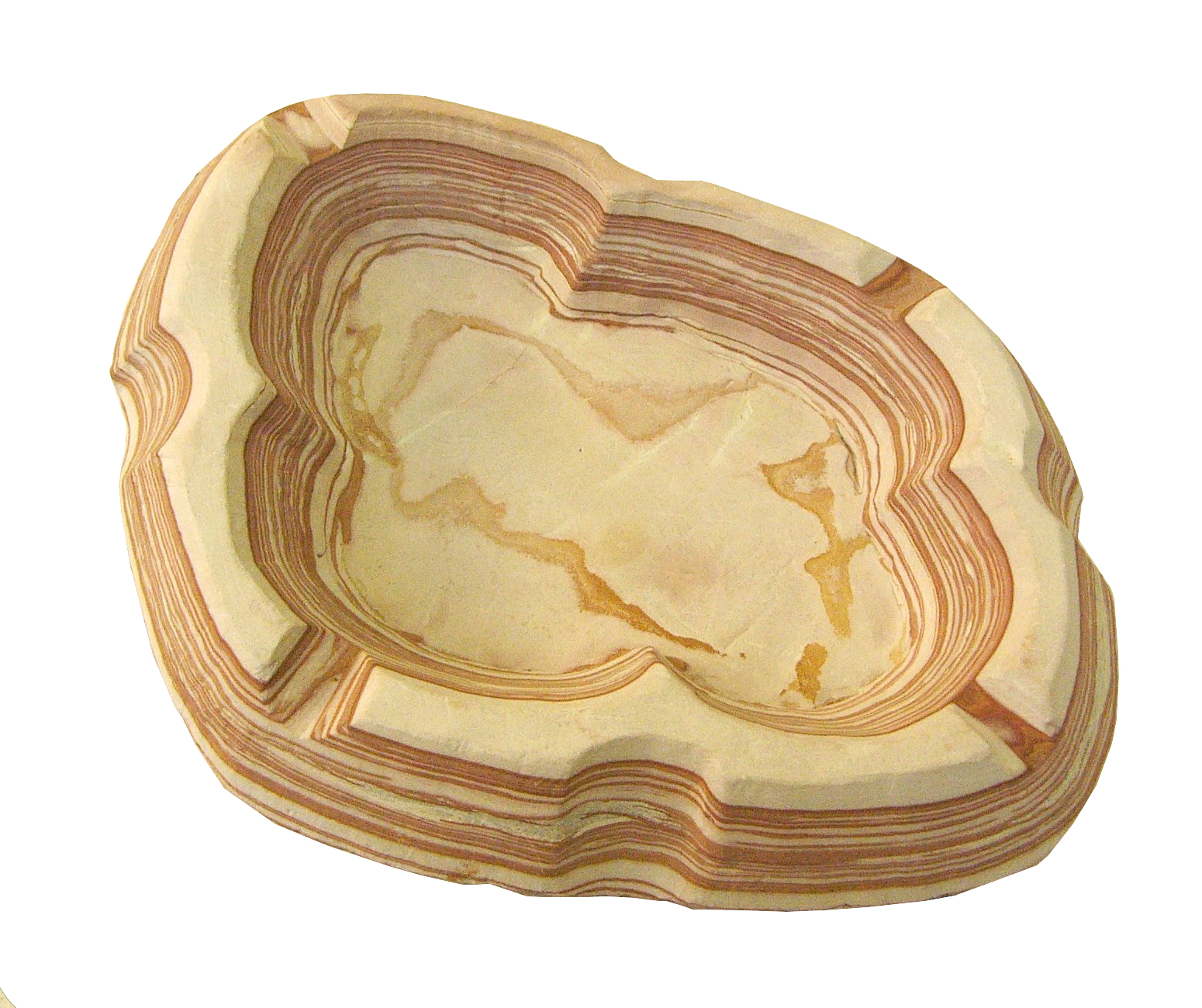
Um cinzeiro esculpido de forma suave em uma formação ferrífera de 3,5 bilhões de anos de idade do Supergrupo Barbeton da África do Sul. As camadas vermelhas foram depositadas durante a luz do dia quando cianobactérias fotossintetizantes arqueanas produziram oxigênio que reagiu imediatamente com os compostos de ferro dissolvidos na água do mar, formando óxidos de ferro insolúveis que precipitaram. As camadas brancas de sedimento se depositaram durante a noite, quando não havia oxigênio na água.

O conceito convencional é que as camadas de formações ferríferas bandadas foram precipitadas da água do mar como resultado de oxigênio liberado pela fotossíntese cianobactérias. O oxigênio então se combinou com o ferro dissolvido nos oceanos da Terra para formar óxidos de ferro insolúveis, que precipitaram formando uma fina camada no fundo do oceano, o que pode ter sido uma lama anóxica (formando xisto e chert). Cada banda é similar a um varvito, na medida em que cada faixa é tida como resultado das variações cíclicas na quantidade de oxigênio disponível.
Ainda não está claro se as bandas das formações ferríferas foram sazonais, ou seguidas de alguma realimentação oscilatória no sistema complexo do oceano ou seguida de algum outro ciclo.
Presume-se que, inicialmente, a Terra começou com uma grande quantidade de ferro e níquel dissolvido nos mares ácidos. A medida que os organismos fotossintetizantes geraram oxigênio, o ferro disponível nos oceanos precipitou como óxido de ferro.
Em um suposto ponto de inflexão, quando os oceanos se tornaram permanentemente oxigenado, pequenas variações na produção de oxigênio produziram períodos livres de oxigênio nas águas superficiais, alternando com períodos de deposição de óxido de ferro.

## Notes
1. ↑  Katsuta, N.; Shimizu, I.; Helmstaedt, H.; Takano, M.; Kawakami, S.; Kumazawa, M. (1 de junho de 2012). «Major element distribution in Archean banded iron formation (BIF): influence of metamorphic differentiation». Journal of Metamorphic Geology. 30 (5): 457–472. doi:10.1111/j.1525-1314.2012.00975
2. ↑  Minik T. Rosing, et al., Earliest part of Earth's stratigraphic record: A reappraisal of the >3.7 Ga Isua (Greenland) supracrustal sequence, Geology, 1996, v. 24  no. 1  p. 43-46
3. ↑  Cloud, P. (1973). «Paleoecological Significance of the Banded Iron-Formation». Economic Geology. 68 (7): 1135–1110. doi:10.2113/gsecongeo.68.7.1135
4. ↑  Slack, J. F.; Cannon, W. F. (2009). «Extraterrestrial demise of banded iron formations 1.85 billion years ago». Geology. 37 (11). 1011 páginas. Bibcode:2009Geo....37.1011S. doi:10.1130/G30259A.1
5. ↑  Lyons, T. W.; Reinhard, C. T. (2009). «Early Earth: Oxygen for heavy-metal fans». Nature. 461 (7261): 179–181. Bibcode:2009Natur.461..179L. PMID 19741692. doi:10.1038/461179a
6. ↑  Hoffman, P. F.; Kaufman, A. J.; Halverson, G. P.; Schrag, D. P. (1998). «A Neoproterozoic Snowball Earth» (PDF). Science. 281 (5381): 1342–1346. Bibcode:1998Sci...281.1342H. PMID 9721097. doi:10.1126/science.281.5381.1342
7. ↑  Margulis, L., Sagan, D. (1995).
8. ↑  Good discussions for the layman are in Cesare Emiliani, Plant Earth 1992:407f, and Tjeerd van Andel, New Views on an Old Planet 2nd ed. 1994:303-05.